# Piotr Bystrzejowski
Piotr Bystrzejowski z Bystrzejowic herbu Abdank (zm. w 1547 roku) – sędzia lubelski w latach 1524–1546, podsędek lubelski w latach 1512–1524, łowczy lubelski w latach 1507–1512, sędzia grodzki lubelski w 1504 roku.
Poseł na sejm piotrkowski 1504 roku, sejm piotrkowski 1523 roku, sejm piotrkowski 1524/1525 roku z województwa lubelskiego.